# 徐應鶴
徐應鶴（？—？），字夢得，號鳴皋，江西南昌府進賢縣人，明朝政治人物。

## 生平
萬曆十九年（1591年）辛卯科江西鄉試舉人。萬曆二十年（1592年），聯捷壬辰科第三甲第六十六名進士，工部觀政，二十二年任乌程县知县，二十七年仕至工部主事，二十八年养病，卒。

## 家族
曾祖徐海；祖父徐瑛，典史；父徐文。